# Flatskär (sydost Vårdö, Åland)
Flatskär är en ö i Åland (Finland). Den ligger i Skärgårdshavet och i kommunen Vårdö i landskapet Åland, i den sydvästra delen av landet. Ön ligger omkring 32 kilometer öster om Mariehamn och omkring 250 kilometer väster om Helsingfors.
Öns area är 15,2 hektar och dess största längd är 0,5 kilometer i sydöst-nordvästlig riktning. Ön höjer sig omkring 15 meter över havsytan.